# محمد سعيد السعدي
الدكتور محمد سعيد السَّعْدي من مواليد 1950م في محافظة أبين اليمنية، تعين وزيراً للوزارة الصناعة والتجارة في حكومة خالد بحاح بتاريخ 7 نوفمبر 2014م وظل في منصبه حتى قدمت حكومة خالد بحاح استقالتها في 22 يناير 2015م، بعد انقلاب اليمن 2014م الذي قام به الحوثيون.

## المؤهلات العلمية
- بكالوريوس علوم تخصص فيزياء من السعودية، جامعة الرياض جامعة الملك سعود حالياً في 1979م.
- ماجستير مناهج التربية المهنية 1983م من الجامعة نفسها، وبعد عشر سنوات في 1993م حصل على الدكتوراه في نفس التخصص ونفس الجامعة.
- دكتوراه مناهج التربية المهنية 1993م من نفس الجامعة.

## الخبرات العملية والمهنية
المناصب التي أدارها:
- نائب وزير التربية والتعليم من 1994م – 1997م أثناء حكومة الائتلاف.
- رئيس دائرة التخطيط في التجمع اليمني للإصلاح 1993م - 2006م.
- رئيس مركز التعليم المفتوح للتدريب والاستشارات منذ أسسه عام 2000م.
- الأمين العام المساعد للإصلاح منذ 2006م.
- عين وزيراً للتخطيط والتعاون الدولي في حكومة الوفاق الوطني 7 ديسمبر 2011م - 7 نوفمبر 2014م.
- وزيراً للوزارة الصناعة والتجارة في حكومة خالد بحاح بتاريخ 7 نوفمبر 2014م.
- عين وزيراً للتخطيط والتعاون الدولي بتاريخ 8 نوفمبر 2016م.

## التواصل
تلفون: (250118-1-00967) فاكس: (250665-1-00967)